# Список гір Словенії

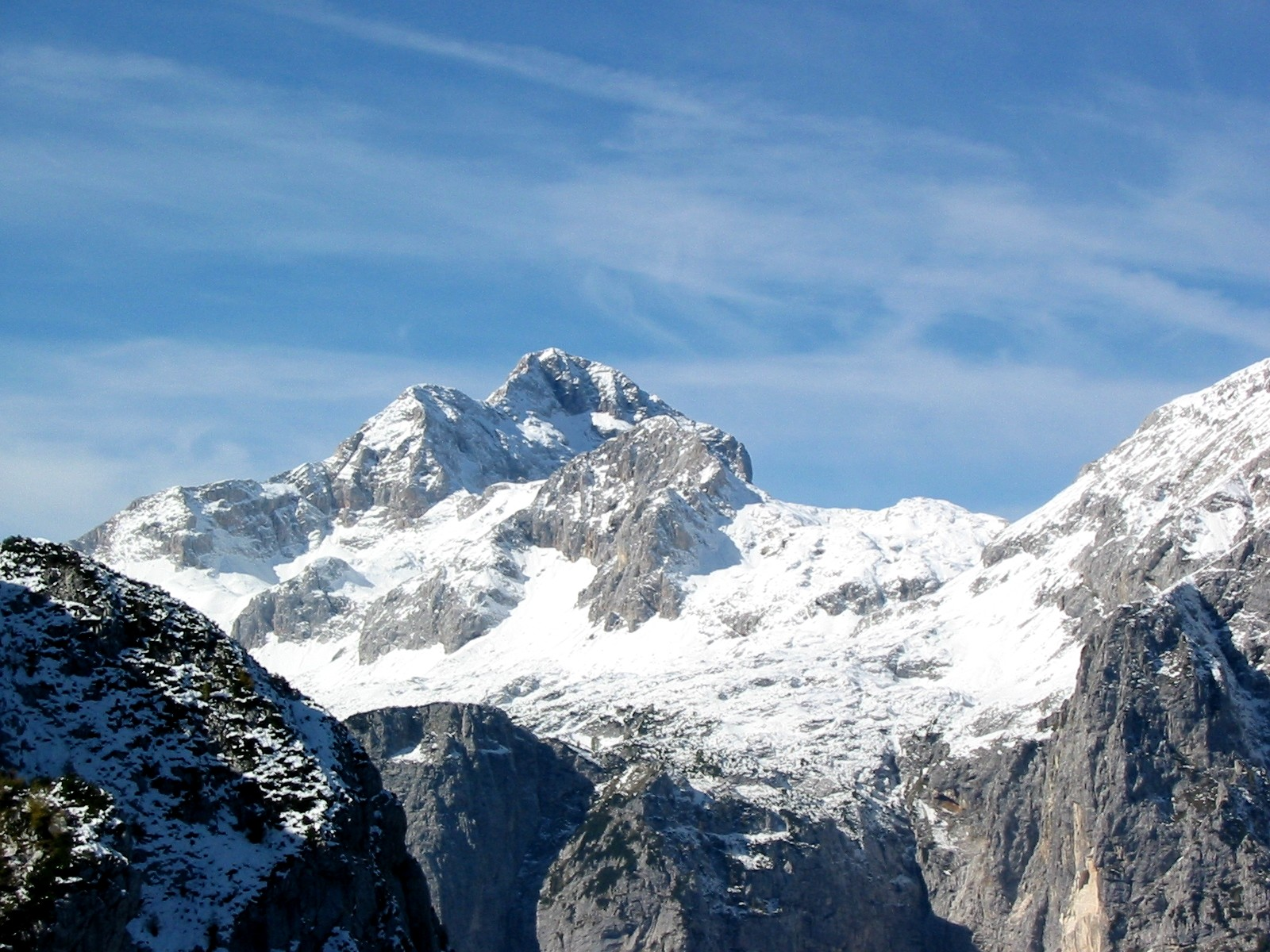
Триглав (2864 м) - найвища вершина Словенії та символ словенців

Гори Словенії входять до складу Альп та Динарського нагір'я.

## Альпи
Альпи в Словенії можна поділити на:
- Юлійські Альпи (словен. Julijske Alpe) у північно-західній частині Словенії. Найвища вершина - гора Триглав - 2864 метри над морем.[1]
- Караванке (словен. Karavanke) - масивний хребет, який утворює природний кордон між Словенією та Австрією . Найвища вершина - Стол - 2236 м ((3336 футів).[1]
- Камнік-Савіньські Альпи (словен. Kamniško-Savinjske Alpe) лежать на південь від Караванків. Найвища вершина - Гринтовец - 2558 м над рівнем моря.[1]

## Динариди
У Внутрішній Карніолі найвищими вершинами є Великий Сніжник (1796 м обоє вони є частиною Динарських Альп, гірського ланцюга, що тягнеться на південний схід. Найвища вершина - Снежнік.
Частиною Динарських Альп є також гірський хребет Горджанці, а в Словенській Істрії - гора Славнік (1028 м) та гора Времчиця (1027 м).

## Список помітних вершин
Цей список містить висоту (над рівнем моря) деяких помітних вершин Словенії.
| Пік                | Гірський хребет         | Висота (m) |
| ------------------ | ----------------------- | ---------- |
| Триглав (гора)     | Юлійські Альпи          | 2864       |
| Шкрлатіца          | Юлійські Альпи          | 2740       |
| Малий Триглав      | Юлійські Альпи          | 2725       |
| Мангарт            | Юлійські Альпи          | 2679       |
| Високий Рокав      | Юлійські Альпи          | 2646       |
| Яловець (гора)     | Юлійські Альпи          | 2645       |
| Високий вівтар     | Юлійські Альпи          | 2621       |
| Шпіг над Плазом    | Юлійські Альпи          | 2606       |
| Великий Понка      | Юлійські Альпи          | 2602       |
| Бритва (гора)      | Юлійські Альпи          | 2601       |
| Шпік Долек         | Юлійські Альпи          | 2591       |
| Високий Канін      | Юлійські Альпи          | 2587       |
| Канджавець         | Юлійські Альпи          | 2568       |
| Грінтовець         | Камнік-Савіньські Альпи | 2558       |
| Jezersko Kočna     | Камнік-Савіньські Альпи | 2540       |
| Присойник          | Юлійські Альпи          | 2547       |
| Скута              | Камнік-Савіньські Альпи | 2533       |
| Кокра Кочна        | Камнік-Савіньські Альпи | 2520       |
| Шпік               | Юлійські Альпи          | 2472       |
| Планява            | Камнік-Савіньські Альпи | 2396       |
| Ойстріца           | Камнік-Савіньські Альпи | 2350       |
| Бавшиця Грінтавець | Юлійські Альпи          | 2347       |
| Млінарне сідло     | Камнік-Савіньські Альпи | 2334       |
| Крн                | Юлійські Альпи          | 2244       |
| Стол               | Караванкс               | 2236       |
| Вежа Кошутник      | Караванкс-Кошута        | 2133       |
| Сторжич            | Камнік-Савіньські Альпи | 2132       |
| Кордеж Голова      | Караванкс-Пеца          | 2126       |
| Радуга             | Камнік-Савіньські Альпи | 2062       |
| Родика             | Юлійські Альпи          | 1966       |
| Мойстровиця        | Караванкс               | 1816       |
| Великий Снежнік    | Снежнік                 | 1796       |
| Гора св.Урсули     | Караванкс               | 1699       |
| Альтемавер         | Юліанські Альпи         | 1679       |
| Порезен            | Пагорби Скофья-Лока     | 1630       |
| Блегош             | Пагорби Скофья-Лока     | 1562       |
| Чорний пік         | Похор'є                 | 1543       |
| Велика Копа        | Похор'є                 | 1542       |
| Печ                | Караванкс               | 1509       |
| Плеша              | Нанос                   | 1260       |
| Куцель на Чавені   | Трновський ліс          | 1237       |
| Кум (гора)         | Посавські пагорби       | 1219       |
| Логар когель       | Горянці                 | 1126       |
| Мрзліца            | Посавські пагорби       | 1122       |
| Крім               | Крімські пагорби        | 1107       |
| Рог                | Кочевський Рог          | 1099       |
| Гора Мирна         | Кочевський Рог          | 1047       |
| Славнік            | Славник-Чікарія         | 1028       |
| Великий Явронік    | Бохор                   | 1024       |
| Боч                | Пагорби Конжице–Боч     | 978        |
| Пагорб Сотіна      | Горічко                 | 418        |